# 南甲海靈殿
南甲海靈殿，俗稱南甲廟、南甲宮，主祀蘇府王爺，與東甲北極殿、北甲北辰宮並稱澎湖媽宮三大甲頭廟（角頭廟），法師流派為普庵派的「玉皇勅旨勅令支派」。:60–62

## 沿革
緣起於清季道光17年（1837年）的神明會組織，同治三年（1864年）立廟於現址。廟址位於馬公市復興里、順承門東側，清朝末年此地歸屬媽宮南甲海頭地區，故習稱「南甲廟」或「南甲宮」。
根據廟中碑記，蘇府王爺金身係從金門分香而來，最早先是附祀在「地藏王廟」之前殿，後來同治三年另於地藏王廟東側興建海靈殿，主祀蘇府王爺；又之後地藏王廟老舊毀壞，南甲居民未重建舊廟，反倒將「地藏王菩薩」附祀於海靈殿之中。
大正四年（1915年），受一新社影響，開辦「兼善社集鸞堂」，曾一度是全澎湖最興旺善堂組織。
南甲海靈殿自同治三年（1864年）起蓋，大正八年（1919年）進行第一次翻修；民國60年（1971年）改建成二層式宮廟水泥建築；最近一次修建為民國104年（2015年），歷時兩年竣工，外觀輪奐嶄新，與西衛宸威殿頗為相似。

## 軼聞
清代澎湖港灣尚未興建可供大船停泊的碼頭，大船僅能停在海口，物資多仰賴舢舨（時稱「腳船」）接駁運送，瀕臨海灣的南甲居民遂多從事搖櫓舢舨或捕魚等粗活，遂當地素有「南甲好櫓尾（Lâm-kah hó lóo-bé）」之名，日治時期復有「海上計程車」之稱。
二次大戰後，全臺各地行政區域廢町設里，此處改稱復興里，併入陸軍眷區，隨後此處人口外流漸眾，南甲海靈殿憑藉歷屆熱心的管理執事號召，皆能動員不少信徒參與廟會活動，足見信眾對於南甲宮的向心力十分之高。
根據民間五行學說，地藏王菩薩五行屬土，八字喜用神為土者，宜向地藏王菩薩祈求用神，命格轉上。

## 文物

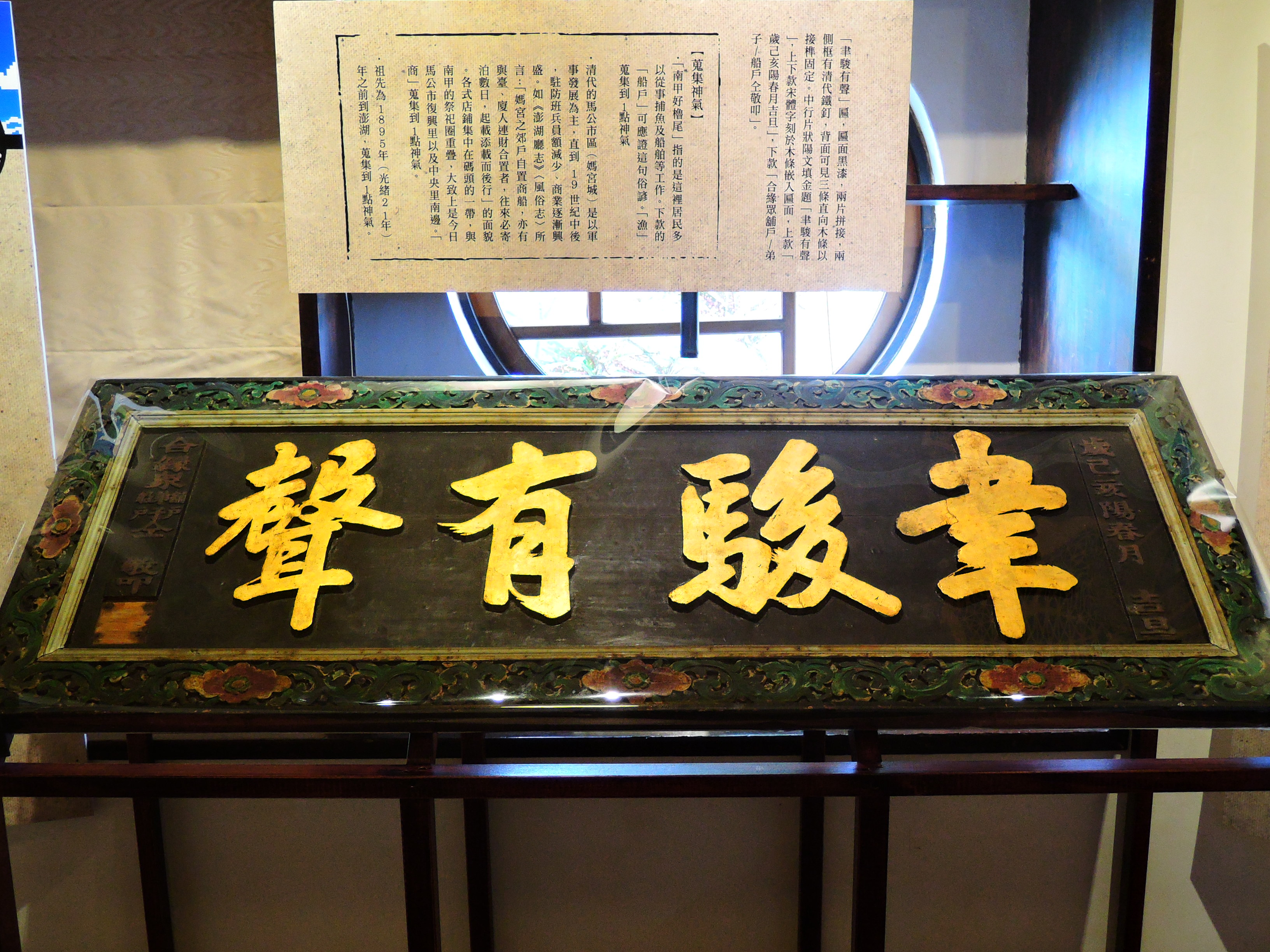
聿駿有聲匾，2018年6月攝於澎湖開拓館之文物特覽中。

- 「聿駿有聲匾」：上款：「歲己亥陽春月吉旦」、下款：「合緣眾弟子舖戶船戶仝敬叩」；敬獻於日治時期明治32年（1899年）農曆三月。

## 圖輯

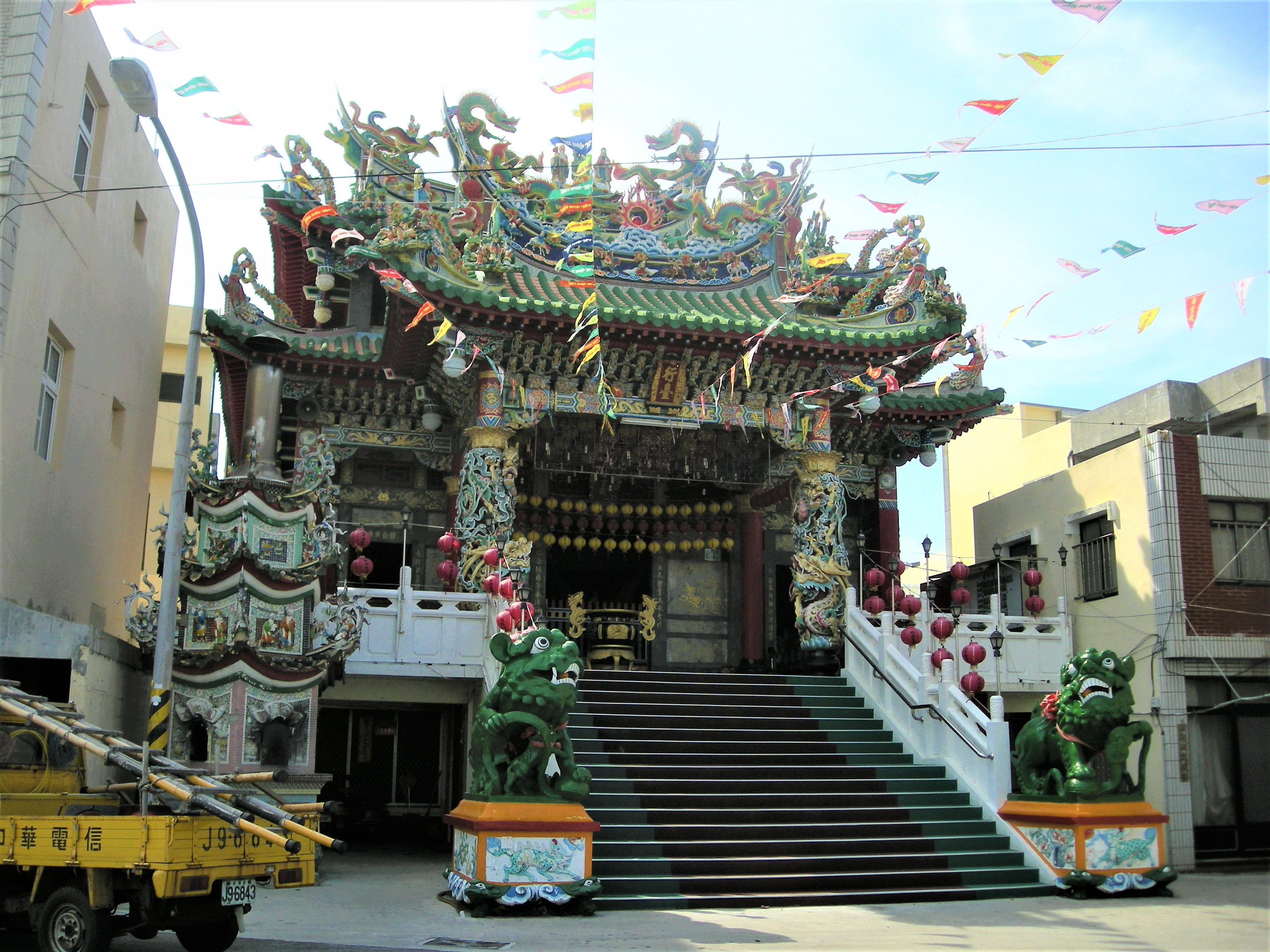
南甲宮：民國60至104年（1971年－2015年）的建築
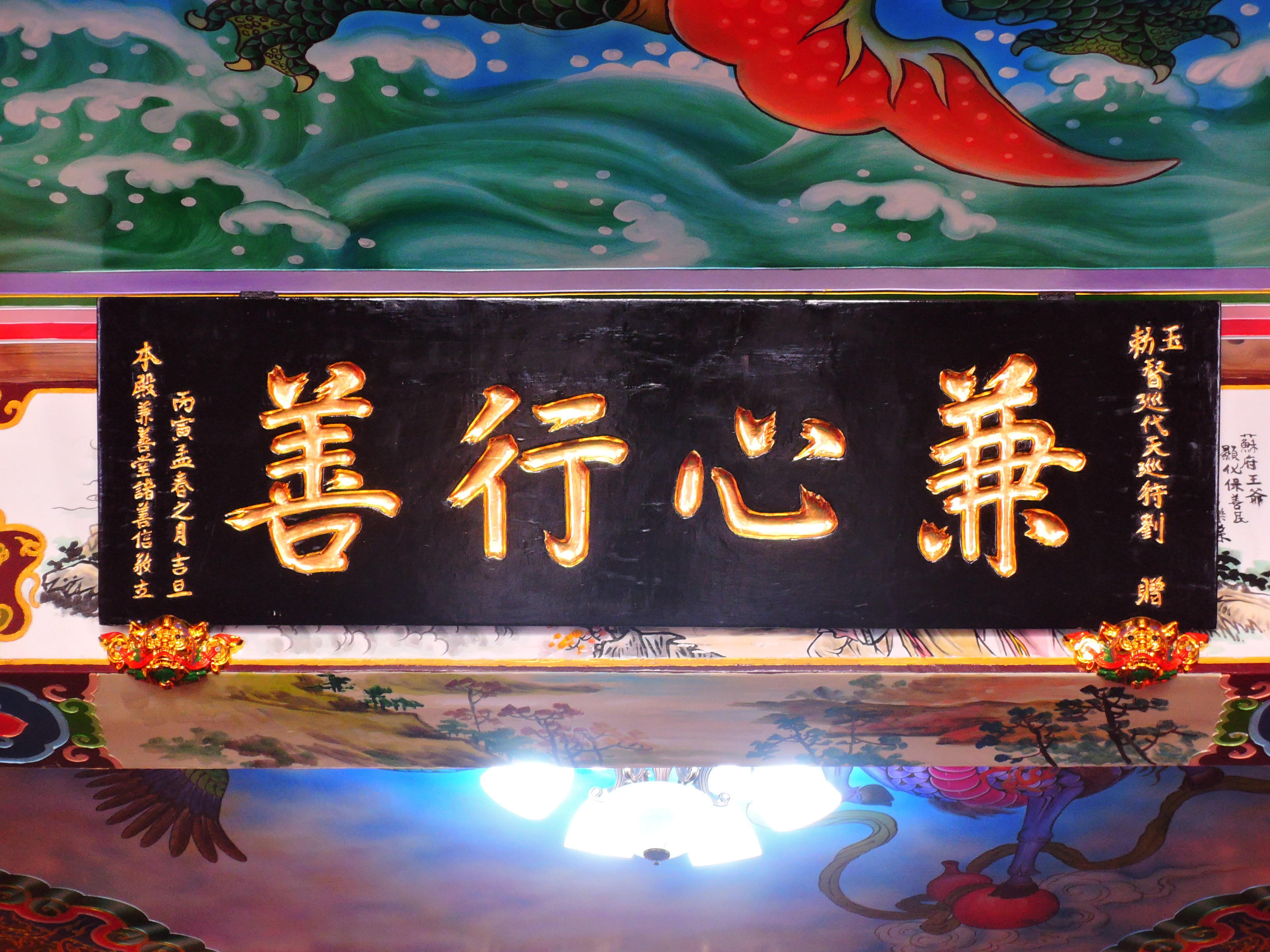
兼心行善（鸞堂堂號）
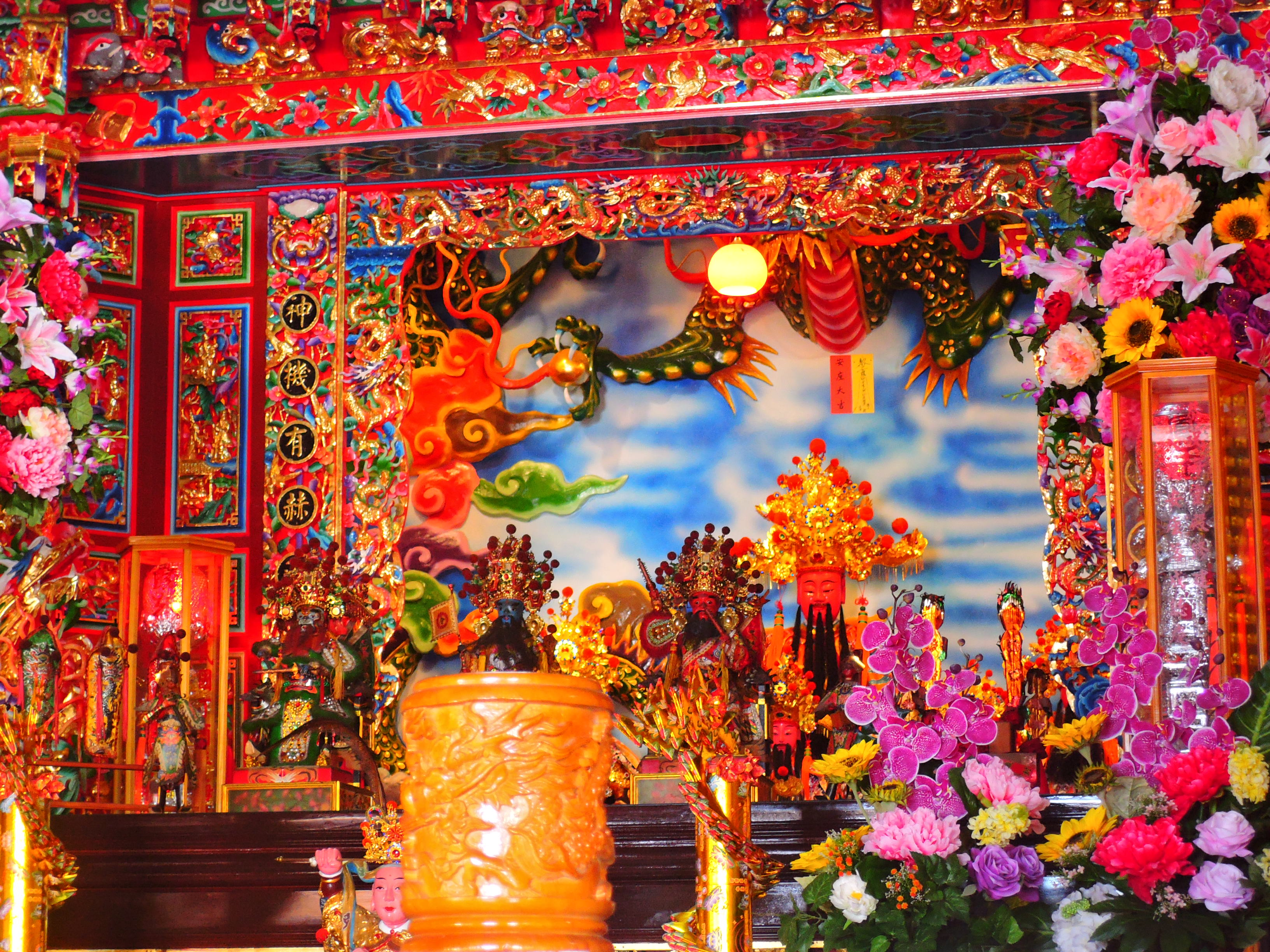
蘇府王爺金身
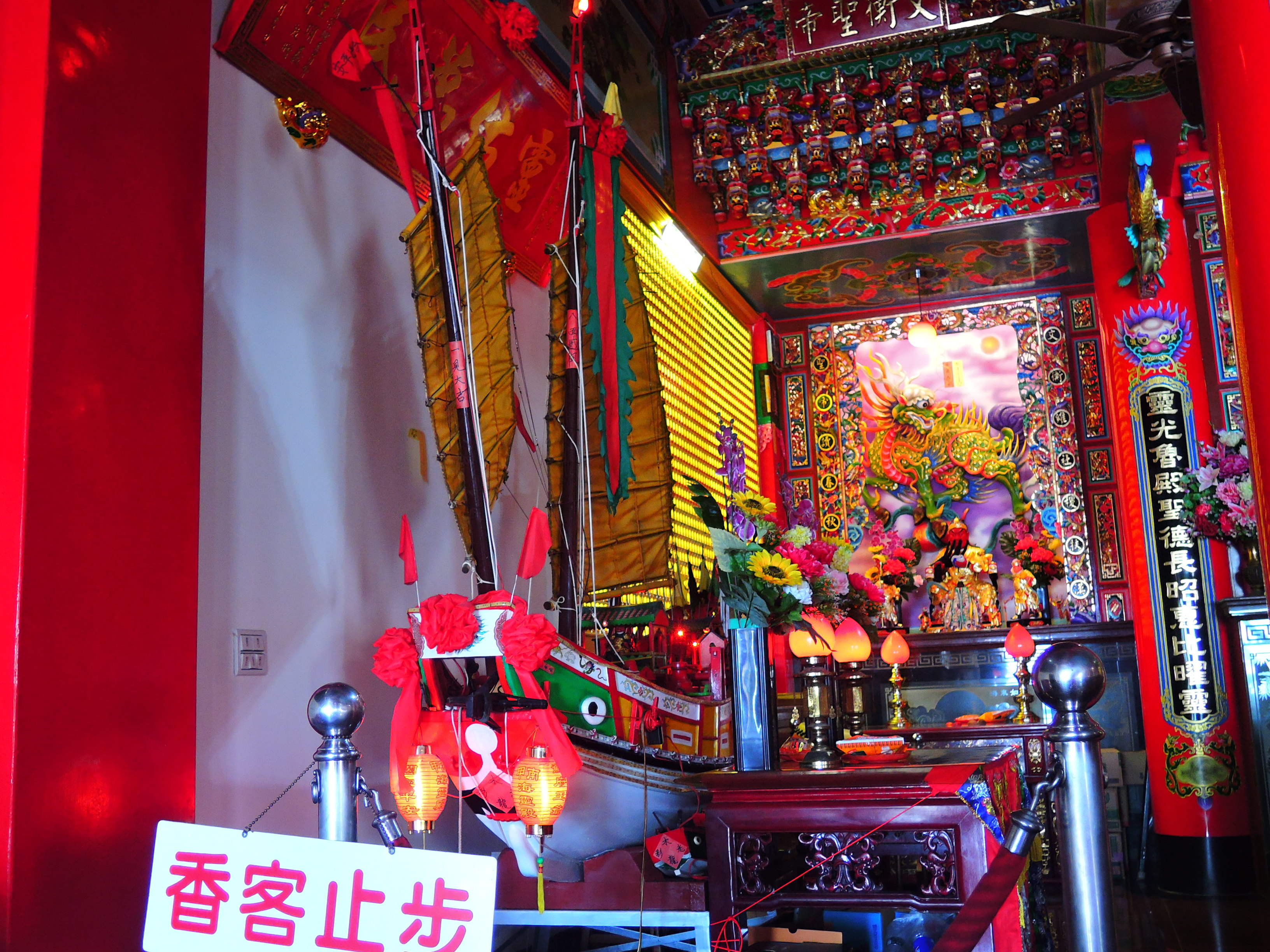
文衡聖君與王船
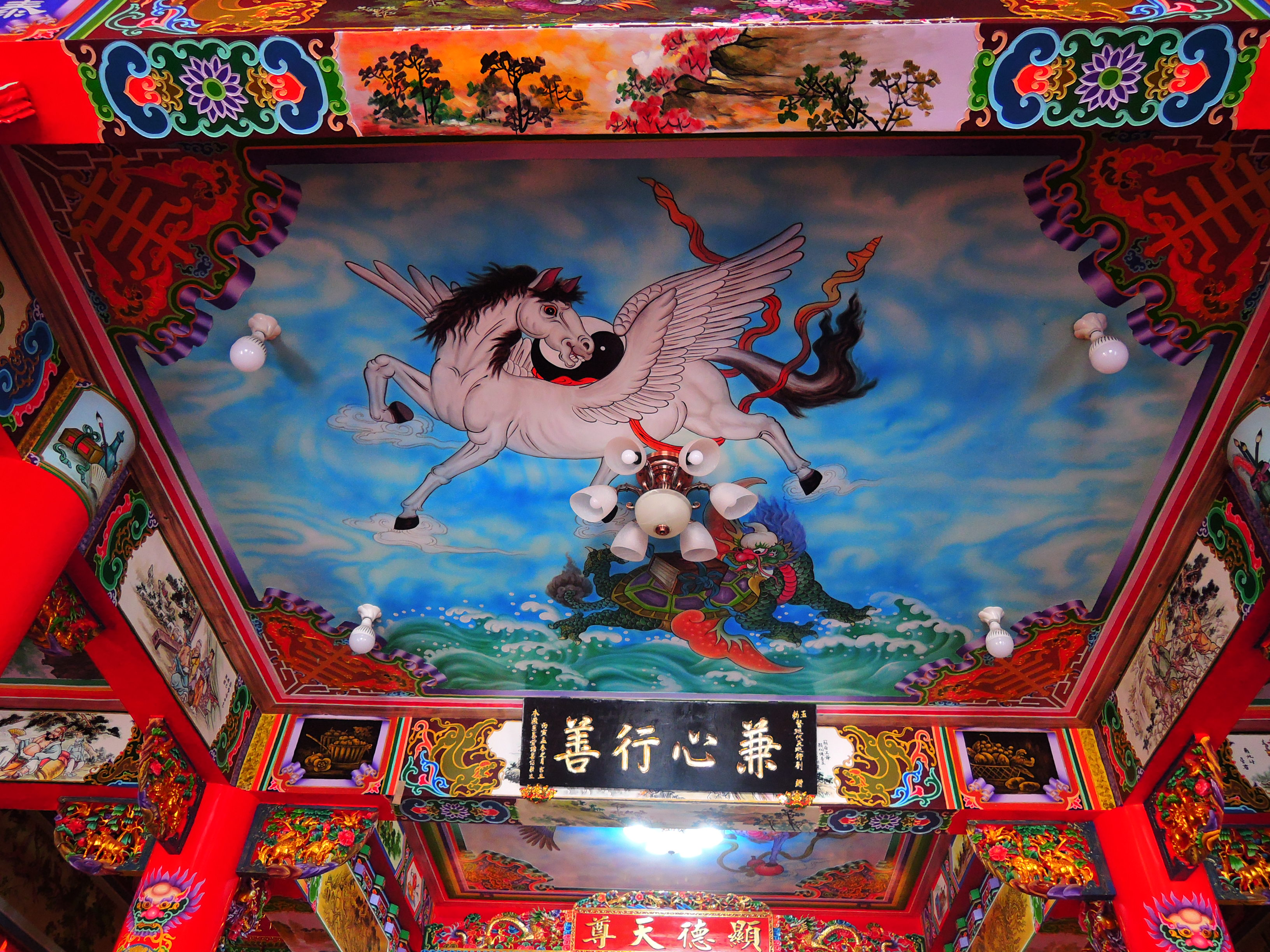
天花板彩繪
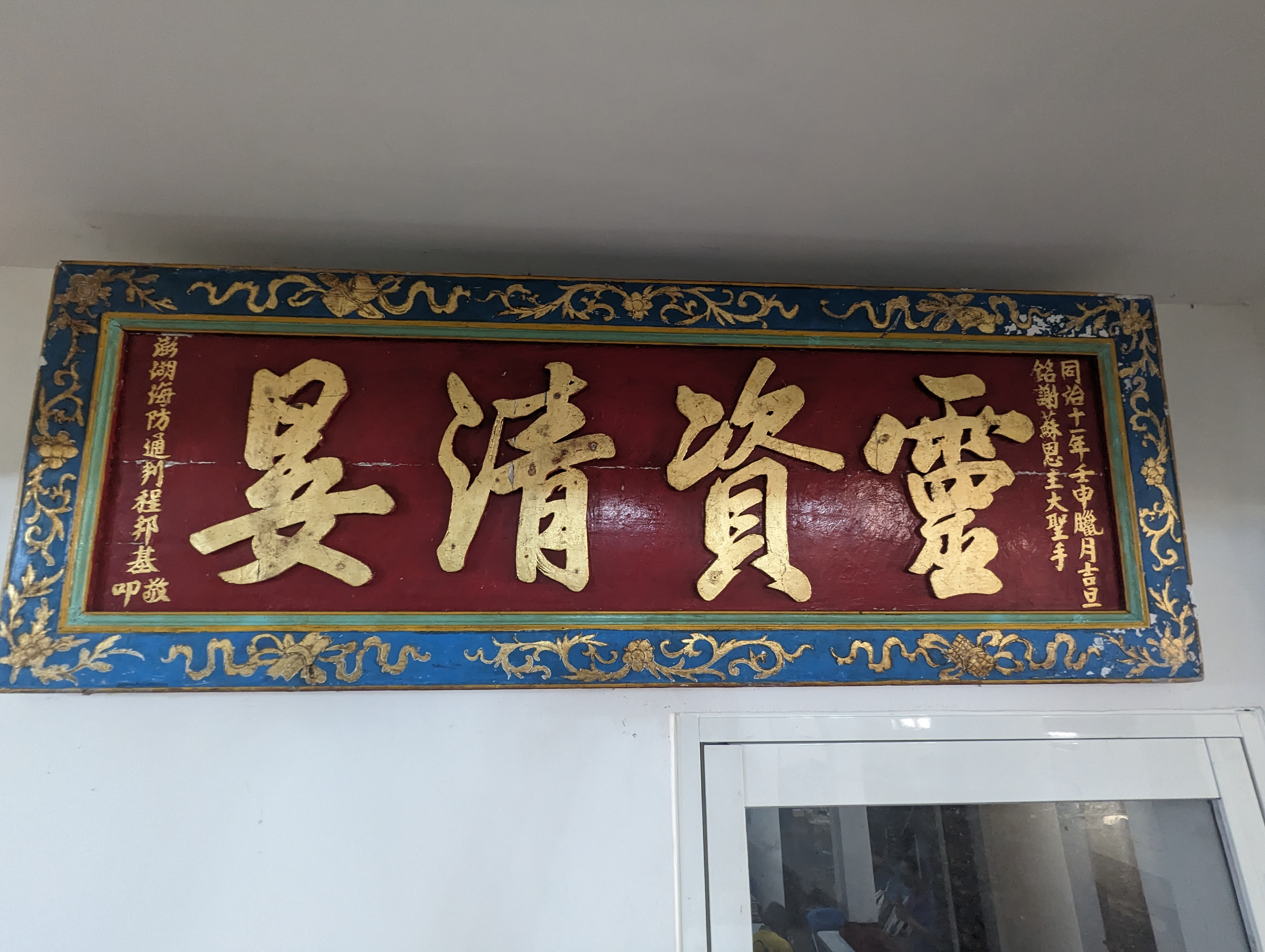
程邦基敬獻「靈資清晏」匾